# Мошковский, Мориц
Мо́риц (Мавриций) Мошко́вский (нем. Moritz Moszkowski, пол. Maurycy Moszkowski; 23 августа 1854, Бреслау — 4 марта 1925, Париж) — немецкий композитор, пианист и дирижёр польского происхождения.

## Биография
Мошковский родился в богатой еврейской семье. Его родители, Исаак (Ицик-Исруэл) Мошковский (1820, Кельце — ?) и Саломея Хиршберг (1829, Ратибор — ?), переехали в Бреслау из Пилицы вскоре после рождения старшего сына — в будущем известного писателя-сатирика Александра Мошковского. В семье росли также трое старших детей от первого брака отца. Мориц рано проявил музыкальные способности и первые свои уроки музыки получил дома. В 1865 году семья переехала в Дрезден, где Мошковский поступил в консерваторию. Четыре года спустя он продолжил своё обучение в берлинской Консерватории Штерна у Эдуарда Франка (фортепиано) и Фридриха Киля (композиция), а затем — в Новой академии музыкального искусства Теодора Куллака. В возрасте 17 лет Мошковский принял предложение Куллака самому начать преподавание, и оставался на этой должности более 25 лет. В 1873 году он впервые выступил с сольным концертом в качестве пианиста в Берлине и вскоре быстро прославился как виртуозный исполнитель. Мошковский также был хорошим скрипачом и иногда играл партию первой скрипки в оркестре академии. К этому же времени относятся его первые сочинения, среди которых наиболее известен Концерт для фортепиано с оркестром № 1, впервые исполненный в Берлине в 1874 году и высоко оценённый Ференцем Листом.
В 1884 г. женился на Анриетте Шаминад, сестре французской женщины-композитора Сесиль Шаминад. В браке родились сын Марсель (1887—1971) и дочь Сильвия (1889—1906).  Также у Мошковского была ещё одна дочь в другом браке.
В 1880-е годы из-за начавшегося нервного расстройства Мошковский почти прекратил свою пианистическую карьеру и сосредоточился на композиции. В 1885 году он по приглашению Королевского филармонического общества впервые посещает Англию, где выступает как дирижёр. В 1893 году он избран членом Берлинской академии искусств, а четыре года спустя обосновался в Париже. В этот период Мошковский пользуется большой популярностью как композитор и преподаватель: среди его учеников — Войтех Гавронский, Иосиф Гофман, Ванда Ландовска, Хоакин Турина. В 1904 году по совету Андре Мессаже частные уроки оркестровки у Мошковского начал брать Томас Бичем.
С начала 1910-х годов интерес к музыке Мошковского стал постепенно снижаться. Смерть жены и дочери сильно подорвала его и без того расшатанное здоровье. Композитор начал вести жизнь затворника и окончательно перестал выступать. Последние годы Мошковский провёл в бедности. В 1921 году один из его американских знакомых устроил в Карнеги-холле в его честь большой концерт, но вырученные деньги Мошковский не использовал при жизни, будучи тяжело болен — они пошли на его похороны.

## Творчество
Ранние оркестровые произведения Мошковского имели некоторый резонанс, но настоящую известность ему принесли сочинения для фортепиано — виртуозные пьесы, концертные этюды и др. вплоть до салонных пьес, предназначенных для домашнего музицирования.
В ранних сочинениях Мошковского прослеживается влияние Шопена, Мендельсона и, в особенности, Шумана, однако позднее композитор сформировал собственный стиль, который, не отличаясь особой оригинальностью, тем не менее, явно показывал тонкое авторское чувство инструмента и его возможностей. Игнаций Ян Падеревский писал позднее: «Мошковский, быть может, лучше других композиторов, кроме Шопена, понимает, как надо сочинять для фортепиано». В течение многих лет произведения Мошковского были забыты (за исключением «15 виртуозных этюдов» ор. 72, широко использующихся в педагогической практике), практически не исполнялись, и лишь в последние годы наблюдается возрождение интереса к творчеству композитора.
Пьесы Мошковского, в частности, этюд фа мажор op. 72 № 6 и «Искорки» op. 36 № 6 исполняли в своих бисах Владимир Горовиц, Аркадий Володось, Михаил Плетнёв и др.

## Основные сочинения
- Опера «Боабдиль, последний король мавров» (1892)
- Балет «Лаурин» (1896)

Сочинения для оркестра и для солирующих инструментов с оркестром
- Увертюра D-dur (1871—1872)
- Симфония d-moll (1873)
- Симфоническая поэма «Жанна д’Арк» (1875—1876)
- Три оркестровых сюиты
- «Танец с факелами» (1893)
- Прелюдия и фуга для струнных (1911)
- Концерт для фортепиано с оркестром № 1 h-moll (1874)
- Концерт для фортепиано с оркестром № 2 E-dur (1898)
- Баллада для скрипки с оркестром
- Концертные пьесы для скрипки с оркестром
- Концерт для скрипки с оркестром C-dur (1885)

Камерные ансамбли
- Две концертные пьесы для скрипки и фортепиано
- Четыре пьесы для скрипки и фортепиано (1909)
- Сюита для двух скрипок и фортепиано
- Три пьесы для виолончели и фортепиано

Вокальные сочинения
- Песни и романсы на стихи Гейне, Шамиссо и др.

Сочинения для фортепиано
- Испанские танцы (Spanische Tänze; для фп. в 4 руки), op. 12
- Испанский альбом (Album Espagnol; для фп. в 4 руки), op. 21
- 8 характеристических пьес (Huit morceaux caractéristiques), op. 36
- Новые испанские танцы (Neue Spanische Tänze; для фп. в 4 руки), op. 65
- 15 виртуозных этюдов (Quinze études de virtuosité), ор. 72
- 12 этюдов для левой руки (12 Études de Piano pour la main gauche seule), op. 92
- Вальсы, этюды, музыкальные моменты и др. пьесы